# FK Spartak MAS Sezimovo Ústí
FK Spartak MAS Sezimovo Ústí was een Tsjechische voetbalclub uit Sezimovo Ústí. De club is in 1926 opgericht als JPT Sezimovo Ústí. In 2012 hield Spartak op te bestaan na te zijn gefuseerd met FK Tábor tot FC MAS Táborsko.

## Naamsveranderingen
- 1926 – JPT Sezimovo Ústí (Jednota proletářské tělovýchovy Sezimovo Ústí)
- 1932 – AC Stadion Sezimovo Ústí (Atletický club Stadion Sezimovo Ústí)
- 1941 – SK MAS Sezimovo Ústí (Sportovní klub Moravské akciové strojírny Sezimovo Ústí)
- 195? – TJ Spartak MAS Sezimovo Ústí (Tělovýchovná jednota Spartak Moravské akciové strojírny Sezimovo Ústí)
- 1993 – FK Spartak MAS Sezimovo Ústí (Fotbalový klub Spartak Moravské akciové strojírny Sezimovo Ústí)
- 2012 – fusie met FK Tábor → FC MAS Táborsko